# 1855 in Zwitserland
Dit artikel beschrijft het verloop van 1855 in Zwitserland.

## Ambtsbekleders
De Bondsraad was in 1855 samengesteld als volgt:
| Naam | Naam                         | Partij    | Kanton       | Functie                                                                       |
| ---- | ---------------------------- | --------- | ------------ | ----------------------------------------------------------------------------- |
|      | Jonas Furrer                 | radicalen | Zürich       | Bondspresident in 1855; hoofd van het Departement van Politieke Zaken         |
|      | Jakob Stämpfli               | radicalen | Bern         | Vicebondspresident in 1855; hoofd van het Departement van Justitie en Politie |
|      | Daniel-Henri Druey           | radicalen | Vaud         | Hoofd van het Departement van Financiën (tot 29 maart 1855)                   |
|      | Stefano Franscini            | radicalen | Ticino       | Hoofd van het Departement van Binnenlandse Zaken                              |
|      | Friedrich Frey-Herosé        | radicalen | Aargau       | Hoofd van het Departement van Militaire Zaken                                 |
|      | Martin Josef Munzinger       | radicalen | Solothurn    | Hoofd van het Departement van Handel en Douane (tot 6 februari 1855)          |
|      | Wilhelm Matthias Naeff       | radicalen | Sankt Gallen | Hoofd van het Departement van Posterijen en Constructie                       |
|      | Constant Fornerod            | radicalen | Vaud         | Hoofd van het Departement van Handel en Douane (vanaf 11 juli 1855)           |
|      | Melchior Josef Martin Knüsel | radicalen | Luzern       | Hoofd van het Departement van Financiën (vanaf 14 juli 1855)                  |

De Bondsvergadering werd voorgezeten door:
| Naam | Naam              | Partij              | Kanton | Functie                                                   |
| ---- | ----------------- | ------------------- | ------ | --------------------------------------------------------- |
|      | Eduard Blösch     | evangelisch rechts  | Bern   | Voorzitter van de Nationale Raad (van 2 tot 25 juli 1855) |
|      | Constant Fornerod | radicalen           | Vaud   | Voorzitter van de Kantonsraad (van 2 tot 12 juli 1855)    |
|      | Samuel Schwarz    | gematigde liberalen | Aargau | Voorzitter van de Kantonsraad (van 12 tot 22 juli 1855)   |

## Gebeurtenissen

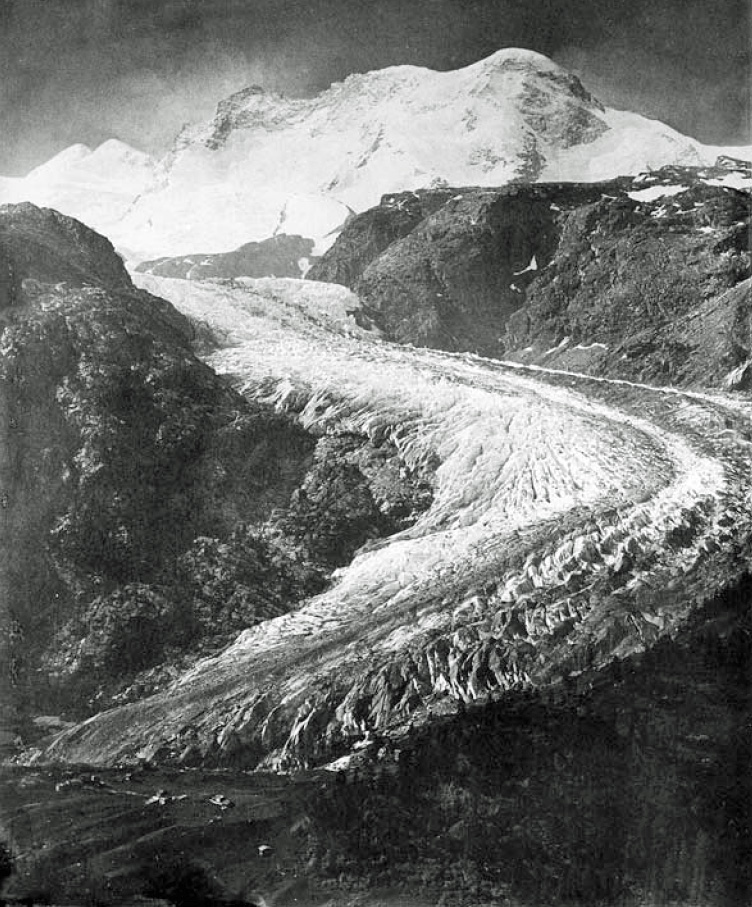
De ondertussen verdwenen Bodengletscher in 1855. Foto door Frédéric Martens.

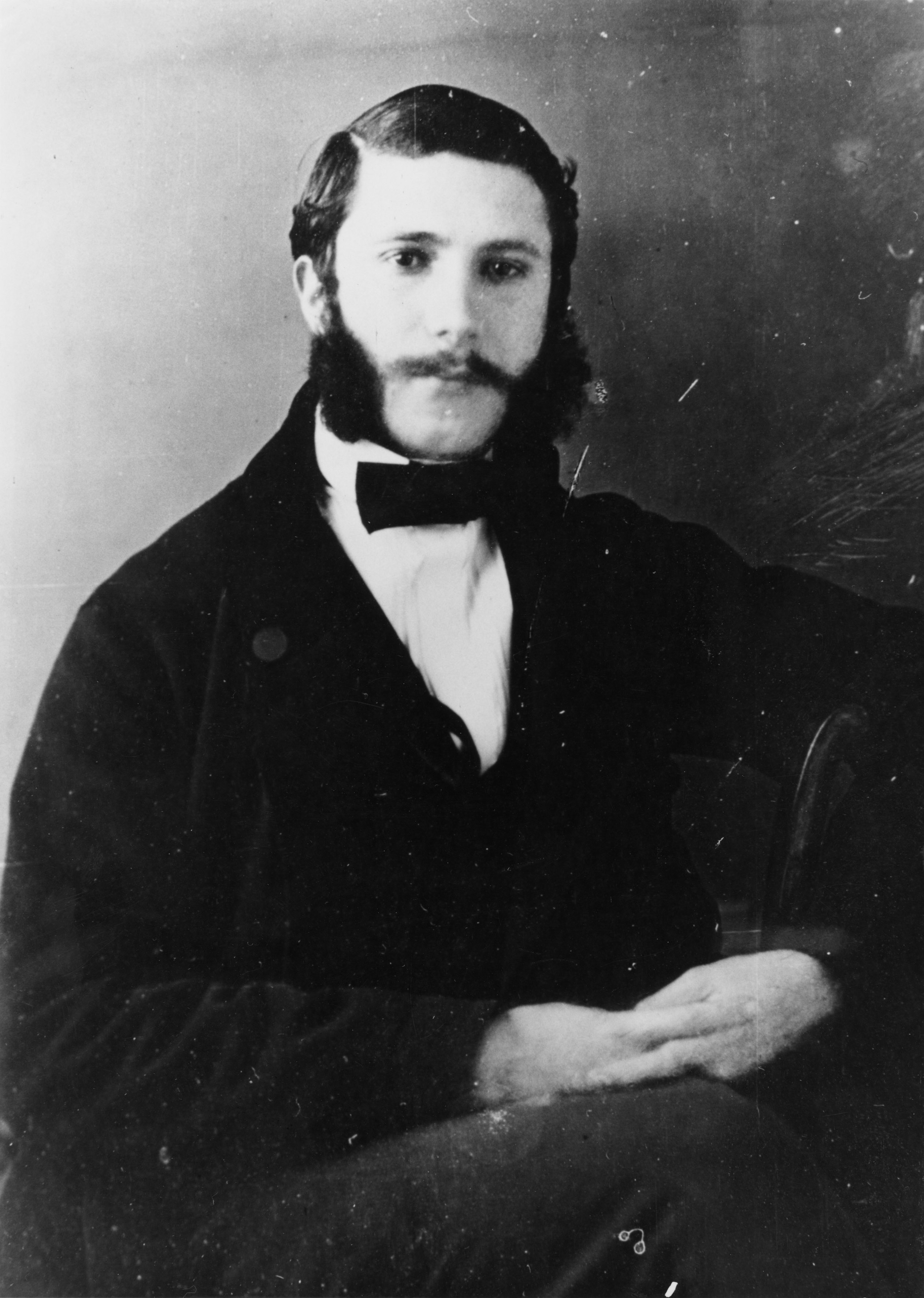
De latere oprichter van het Rode Kruis Henri Dunant in 1855.

- Botanicus Carl Meissner geeft de Grevillea ramosissima zijn huidige naam en beschrijft voor het eerst de Grevillea thyrsoides.
- Fysicus Eduard Hagenbach-Bischoff behaalt een doctoraat aan de Universiteit van Bazel.
- De stations van Oberwinterthur en Winterthur Hauptbahnhof openen de deuren.
- Zwitserland opent een consulaat in Sydney, in Australië.
- Het boek Der grüne Heinrich van Gottfried Keller wordt uitgebracht.
- Het Basel Badischer Bahnhof, waartoe in 1852 een verdrag was afgesloten, opent de deuren voor het publiek.
- In Reconvilier (kanton Bern) richt Edouard Boillat Bueche, Boillat et Cie op, de eerste Messinggieterij van Zwitserland. Messing wordt gebruikt in het vervaardigen van Zwitserse horloges. De onderneming ging op in het huidige Swissmetal.

### Februari
- 6 februari: In Bern overlijdt zittend Bondsraadslid Martin Josef Munzinger. In afwachting van de verkiezing van een opvolger bestaat de Bondsraad tijdelijk uit zes leden.
- 20 februari: In Locarno wordt lokaal politicus Francesco De Giorgi om het leven gebracht. Na de ongeldigverklaring van de federale parlementsverkiezingen van 29 oktober 1854 in zijn kanton Ticino werd hij door politieke tegenstanders vermoord.

### Maart
- 29 maart: In Bern overlijdt zittend Bondsraadslid Daniel-Henri Druey. In afwachting van de verkiezing van een opvolger bestaat de Bondsraad tijdelijk uit slechts vijf leden, nadat eerder op het haar ook Martin Josef Munzinger overleed en er nog geen opvolger was verkozen.
- 29 maart: De krant Gazette du Valais verschijnt voor het eerst.

### Mei

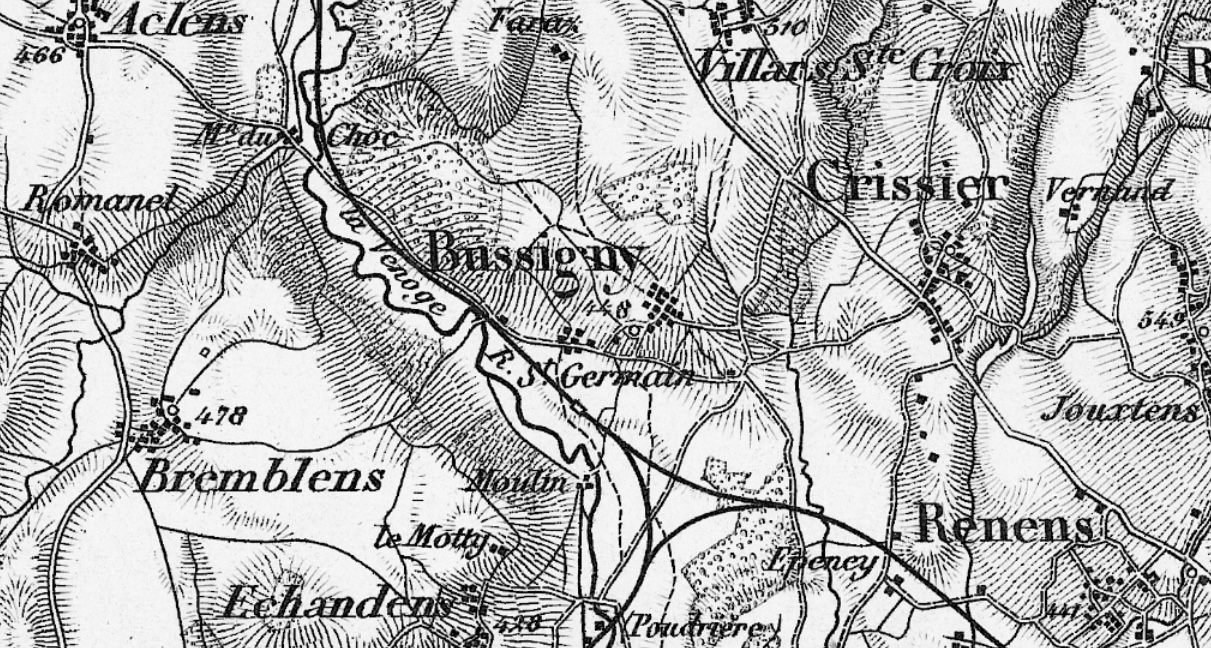
Kaart van Bussigny uit 1855, met daarop de nieuwe spoorlijn.

- 7 mei: De eerste spoorlijn in Romandië wordt ingehuldigd. Het gaat om de spoorlijn van de Compagnie de l'Ouest-Suisse tussen Bussigny-près-Lausanne aan het Meer van Genève en Yverdon-les-Bains aan het Meer van Neuchâtel, beide gelegen in het kanton Vaud.
- 16 mei: De spoorlijn Romanshorn - Winterthur wordt in gebruik genomen. De lijn verbindt Winterthur, in het kanton Zürich, met Romanshorn, gelegen in het kanton Thurgau aan het Bodenmeer. De uitbater, de Schweizerische Nordostbahn, nam in diezelfde periode ook de scheepvaart op de Bodensee over.

### Juli
- 1 juli: Na een eerdere opening van de spoorlijn van Bussigny-près-Lausanne naar Yverdon-les-Bains, wordt nu ook het traject Bussigny-près-Lausanne over Renens naar Morges in dienst genomen. Deze spoorlijn, die eveneens in het kanton Vaud is gelegen, zou later deel uitmaken van de zogenaamde Jurafusslinie, de Spoorlijn van Olten naar Genève.
- 11 juli: Bij de Bondsraadsverkiezingen van 1855 wordt Constant Fornerod uit het kanton Vaud verkozen als opvolger van de op 6 februari overleden Martin Josef Munzinger. Fornerod neemt de leiding over het Departement van Handel en Douane, dat voordien aan de eveneens overleden Daniel-Henri Druey toebehoorde.
- 11 juli: Johann Jakob Stehlin uit het kanton Basel-Stadt wordt verkozen als lid van de Bondsraad, in opvolging van de op 29 maart overleden Daniel-Henri Druey. Stehlin weigert echter zijn verkiezing met het argument dat hij niet over de kennis noch over de ervaring beschikt om deze functie uit te oefenen. Het is voor het eerst dat iemand zijn verkiezing tot Bondsraadslid weigert.
- 14 juli: Na de weigering door Johann Jakob Stehlin van zijn verkiezing in de Bondsraad wordt Melchior Josef Martin Knüsel uit het kanton Luzern verkozen tot opvolger van Daniel-Henri Druey. Knüsel nam het Departement van Financiën over, dat voordien door de overleden Martin Josef Munzinger werd geleid.
- 25 juli: In Wallis vindt een aardbeving plaats met een magnitude van 6,4. In de dorpen Visp en Sankt Niklaus is er aanzienlijke schade.

### Augustus
- 1 augustus: Britse en Zwitserse alpinisten bereiken op 1 augustus, de nationale feestdag van Zwitserland, voor het eerst de top van de Dufourspitze, het hoogste punt van Zwitserland. Het gaat om vijf Britse bergbeklimmers, Christopher en James Smyth, Charles Hudson, John Birkbeck en Edward Stephenson, en hun drie Zwitserse gidsen, Ulrich Lauener en Matthäus en Johannes Zumtaugwald. Zij waren vanuit Zermatt aan hun tocht begonnen.

### Oktober
- 14 oktober: Voor het eerst rijdt er een trein tussen Wil (kanton Sankt Gallen) en Winterthur (kanton Zürich). De reistijd bedraagt 40 minuten. De lijn wordt uitgebaat door de St. Gallisch-Appenzellische Eisenbahn.
- 15 oktober: De Federale Polytechnische Hogeschool van Zürich wordt opgericht en verwelkomt zijn eerste studenten.

### December
- 25 december: De spoorlijn Winterthur-Wil wordt verlengd met een nieuw traject van Wil naar Flawil.
- 27 december: De Schweizerische Nordostbahn openen een spoorlijn van Winterthur Hauptbahnhof naar het station Zürich Oerlikon. Het traject loopt via Wallisellen. Daarmee werd de spoorlijn Zürich - Winterthur een feit.

## Geboren
- 3 januari: Meta von Salis: feministe en historica (overl. 1929)
- 9 januari: Otto Widmer, katholiek geestelijke (overl. 1932)
- 10 januari: Rodolfo Tartini, katholiek geestelijke (overl. 1933)
- 11 januari: Aloys Fellmann, kunstschilder (overl. 1892)
- 10 februari: Adrienne Avril de Sainte-Croix, feministe en filantrope (overl. 1939)
- 10 februari: Adolf Stebel, Duits-Zwitsers architect (overl. 1926)
- 11 februari: Armin Müller, Zwitsers officier (overl. 1944)
- 12 februari: Bertrand Roth, componist en pianist (overl. 1938)
- 18 februari: Adolf Frey, schrijver en literair historicus (overl. 1920)
- 22 februari: Albertus Paulus Hermanus Hotz, Nederlands ondernemer en fotograaf (overl. 1930)
- 27 februari: Jean Bonnard, romanist (overl. 1915)
- 2 maart: Jacques Gross, Frans anarchist (overl. 1928)
- 8 maart: Georg Baumberger, journalist en politicus (overl. 1931)
- 14 maart: Wendelin Heene, architect (overl. 1913)
- 27 maart: Charles Melley, architect (overl. 1935)
- 29 maart: Émile Dind, hoogleraar, dermatoloog en politicus (overl. 1932)
- 26 april: Paul Salvisberg, uitgever, kunsthistoricus en schrijver (overl. 1925)
- 4 mei: André Schnetzler, jurist en politicus, burgemeester van Lausanne (overl. 1911)
- 5 mei: Johann Hirter, politicus (overl. 1926)
- 19 mei: Henriette Saloz-Joudra, Russisch-Zwitserse arts (overl. 1928)
- 7 juni: Rudolf Wackernagel, jurist, archivaris en historicus (overl. 1925)
- 18 juni: Arnold Lang: bioloog en zoöloog (overl. 1914)
- 16 juli: Rodolphe Lindt, chocolatier en uitvinder (overl. 1909)
- 22 juli: Joseph Choquard, politicus (overl. 1937)
- 15 augustus: Rudolf Willy, filosoof (overl. 1918)
- 21 augustus: Emil Schulthess, kunstschilder (geb. 1805)
- 10 september: Dora Schlatter, onderwijzeres en schrijfster (overl. 1915)
- 16 september Josef Jacober, skifabrikant (overl. 1934)
- 16 september: Eugène Penard, bioloog (overl. 1954)
- 12 oktober: David Ammann, Zwitsers-Amerikaans schrijver en vertaler (overl. 1923)
- 24 oktober: Emilio Motta, ingenieur, historicus en numismaat (overl. 1920)
- 26 oktober: Marcel de Chollet, kunstschilder (overl. 1924)
- 19 november: Henri Simonin, jurist en politicus (overl. 1927)
- 22 november: Julius Frey, advocaat en bankier (overl. 1925)
- 10 december: Albert Utinger, ondernemer (overl. 1936)
- 17 december: Édouard Quartier-la-Tente, politicus en vrijmetselaar (overl. 1925)
- 19 december: Carl Schröter, botanicus (overl. 1939)
- 19 december: Vincent Wehrle, geestelijke (overl. 1941)

## Overleden
- 15 januari: Johann Ulrich Fitzi, kunstschilder (geb. 1798)
- 31 januari: Johann Caspar Zellweger, koopman en filantroop (geb. 1768)
- 5 februari: Rudolf Bollier, politicus en rechter (geb. 1815)
- 6 februari: Martin Josef Munzinger, zittend lid van de Bondsraad (geb. 1791)
- 6 februari: Bernhard Rudolf Fetscherin, historicus en politicus (geb. 1796)
- 13 februari: Johann Jakob Walser, theoloog (geb. 1789)
- 20 februari: Francesco De Giorgi, politicus (geb. 1820)
- 28 februari: Alois Fuchs, katholiek geestelijke (geb. 1794)
- 28 februari: Hugues Thomas, politicus (geb. 1803)
- 10 maart: Abraham Constantin, emailschilder (geb. 1785)
- 15 maart: Johann Jacob Wehrli, leraar en pedagoog (geb. 1790)
- 22 maart: Paul-Louis-Auguste Coulon bankier (geb. 1777)
- 24 maart: James-Alexandre de Pourtalès, bankier, diplomaat en kunstverzamelaar (geb. 1776)
- 25 maart: Franz Joseph Hugi, geoloog, bioloog en alpinist (geb. 1791)
- 29 maart: Daniel-Henri Druey, zittend lid van de Bondsraad (geb. 1799)
- 30 april: Emanuel Eduard Fueter, medicus (geb. 1801)
- 16 mei: Gottlieb von Greyerz, boswachter (geb. 1778)
- 21 mei: Johannes Burckhardt, officier (geb. 1798)
- 22 juni: Benjamin Brändli, politicus (geb. 1817)
- 8 juli: Jakob Albrecht, politicus (geb. 1806)
- 25 juli: Jules Thurmann, botanicus en geoloog (geb. 1804)
- 28 juli: Adrien-Félix Pottier, politicus en rechter (geb. 1792)
- 13 augustus: Francesco Somaini, beeldhouwer (geb. 1795)
- 10 september: Gottlieb Anton Simon, industrieel en politicus (geb. 1790)
- 11 september: Andrea Vital, politicus (overl. 1943)
- 12 september: Johann von Charpentier,  Saksisch-Zwitsers geoloog en glacioloog (geb. 1786)
- 24 september: Rosa Bättig, moeder-overste (geb. 1825)
- 8 oktober: Rudolf Eduard Schinz, spoorwegingenieur (geb. 1812)
- 22 oktober: Adrienne Pauline Bacle, emailschilderes (geb. 1796)
- 23 november: Samuel Brodbeck, politicus en rechter (geb. 1801)
- 20 december: Johann Baptist Ludwig Göldlin von Tiefenau, generaal-majoor (geb. 1773)

1848
· 1849
· 1850
· 1851
· 1852
· 1853
· 1854
· 1855
· 1856
· 1857
· 1858
· 1859
· 1860
· 1861
· 1862
· 1863
· 1864
· 1865
· 1866
· 1867
· 1868
· 1869
· 1870
· 1871
· 1872
· 1873
· 1874
· 1875
· 1876
· 1877
· 1878
· 1879
· 1880
· 1881
· 1882
· 1883
· 1884
· 1885
· 1886
· 1887
· 1888
· 1889
· 1890
· 1891
· 1892
· 1893
· 1894
· 1895
· 1896
· 1897
· 1898
· 1899
· 1900
· 1901
· 1902
· 1903
· 1904
· 1905
· 1906
· 1907
· 1908
· 1909
· 1910
· 1911
· 1912
· 1913
· 1914
· 1915
· 1916
· 1917
· 1918
· 1919
· 1920
· 1921
· 1922
· 1923
· 1924
· 1925
· 1926
· 1927
· 1928
· 1929
· 1930
· 1931
· 1932
· 1933
· 1934
· 1935
· 1936
· 1937
· 1938
· 1939
· 1940
· 1941
· 1942
· 1943
· 1944
· 1945
· 1946
· 1947
· 1948
· 1949
· 1950
· 1951
· 1952
· 1953
· 1954
· 1955
· 1956
· 1957
· 1958
· 1959
· 1960
· 1961
· 1962
· 1963
· 1964
· 1965
· 1966
· 1967
· 1968
· 1969
· 1970
· 1971
· 1972
· 1973
· 1974
· 1975
· 1976
· 1977
· 1978
· 1979
· 1980
· 1981
· 1982
· 1983
· 1984
· 1985
· 1986
· 1987
· 1988
· 1989
· 1990
· 1991
· 1992
· 1993
· 1994
· 1995
· 1996
· 1997
· 1998
· 1999
· 2000
· 2001
· 2002
· 2003
· 2004
· 2005
· 2006
· 2007
· 2008
· 2009
· 2010
· 2011
· 2012
· 2013
· 2014
· 2015
· 2016
· 2017
· 2018
· 2019
· 2020
· 2021
· 2022
· 2023